# DEATH NOTEの年表
『DEATH NOTEの年表』（デスノートのねんぴょう）は、大場つぐみ原作、小畑健作画による日本の青年漫画・少年漫画・アニメ・実写映画『DEATH NOTE』における架空の出来事を年表形式に掲載する。この世界の出来事は現実の時間軸に沿って展開する設定になっており、以下の年代表記は西暦である。なお出来事は原作版に準ずる。

## 2000年代
2001年
- 9月1日、南空ナオミがFBIに入る。

2002年
- 7月22日、ロス市警に難解なクロスワードパズルが届けられる。
- 7月31日、ロサンゼルスBB連続殺人事件発生。

2003年
- 5月19日、弥海砂の両親が強盗の手により殺害される。
- 11月28日、夜神月が校庭でデスノートを拾う。同日、音原田九郎と渋井丸拓男がデスノートの力で死亡する。
- 12月3日、夜神月と死神・リュークが出会う。
- 12月4日、ICPO キラ対策会議で探偵・L がキラ捜査開始を宣言。
- 12月12日、L、キラが死の時間を操れる事を確信。同日キラの警察情報のリーク確信。同日、夜神月、デスノートの隠し場所に二重底を作る。
- 12月27日、盗見米吾郎、レイ＝ペンバーの目の前でデスノートの力で死亡、その後レイを含む12人のFBI捜査官がデスノートの力で全員死亡する。

2004年
- 1月2日、南空ナオミ、デスノートの力で死亡する。
- 1月8日、夜神一家に隠しカメラが仕掛けられ、数日間Lの監視下に置かれる。
- 1月17日、夜神月とL、センター試験会場で出会う。
- 4月5日、夜神月、東応大学に入学する。
- 4月13日、第二のキラビデオが投函される。
- 5月23日、弥海砂、さくらTVビデオを投函する。
- 6月1日、夜神月がレムのデスノートの所有権を放棄する。同日、夜神月と夜神総一郎が監禁される。
- 6月7日、夜神月、リュークのデスノート所有権を放棄しキラの記憶を失う。同日死神・リュークが死神界へ帰る。
- 7月23日、夜神月・弥海砂が釈放される。
- 10月28日、火口卿介捕獲作戦開始。白場維人と火口卿介、デスノートの力で死亡。同日、L、死神・デスノートの存在を確認。夜神 月、デスノートの記憶を取り戻す。
- 11月5日、ワタリとL、デスノートの力で死亡（同時に亡くなる直前、コンピュータのすべてのデータが抹消される）。同日夜神月、レムの残したデスノートを入手。
- 11月15日、夜神月、2代目Lを継承。同日夜神月、弥海砂との同棲生活を始める。

2005年
- 1月10日、メリー＝ケンウッド、デスノートの力で事故死。
- 4月7日、ティエリ＝モレロ、デスノートの力により肝臓癌で死亡。
- 4月10日、ヨツバグループ社員、尾々井剛・木多正彦・紙村英・鷹橋鋭一・奈南川零司・三堂芯吾、デスノートの力で死亡。

2009年
- 3月5日、ニア、アメリカ大統領にキラ事件の調査結果を報告。同日ニア、Lの死とデスノートの存在が明かされる。
- 3月12日、キラ対策機関・SPK（Secret Provision for KIRA）が創設される。
- 4月1日、夜神月、警察庁に入庁。情報通信局情報管理課に配属される。
- 10月12日、夜神月とニアが電話で初めて会話する。
- 11月11日、日本捜査本部がデスノートを奪還する。同日、メロの本名発覚、その後アジトを爆破し逃亡。同日、夜神総一郎、マフィアの凶弾をくらい死亡。
- 11月18日、ニア、二代目Lがキラであると確信。アメリカ副大統領、キラを認めると宣言する。この宣言をきっかけに日本政府を含め各国混乱が始まる。
- 11月23日、ニア、デスノートの嘘ルールを見抜く。二代目Lに揺さぶりをかける。
- 12月31日、ニア、弥海砂を拘束する。

## 2010年代
2010年
- 1月26日、高田清美がメロに拉致され、隠し持っていたノートの切れ端でメロを殺害し、夜神月と魅上照の2人によってキラとしての証拠隠滅の為にノートに名前と死因を焼身自殺と書かれて死亡。
- 1月28日、夜神月ら日本捜査本部とニアらSPK、大黒埠頭YB倉庫にて対面する。その後、夜神月がYB倉庫内にて自分がキラだという決定的な証拠をニアに突きつけられ自分がキラである事を自白したのち、松田桃太に発砲され瀕死状態に。リュークに助けを求めるがリュークに見捨てられデスノートによって死亡[1]。同日死神リュークが死神界へ帰る。ニア、デスノートを二冊とも焼却。キラ事件を解決する。
- 2月8日、魅上照、獄中で発狂死する。

2011年
- 1月28日、この日までにニアが3代目Lを襲名する。
- 2月14日、弥海砂死亡[2]。

2013年
- Cheapキラによるデスノート事件発生。

2017年
- 田中実とリュークが出会う。

2019年
- auctionキラによるデスノート事件発生。